# Подушкообразные растения
Расте́ния-поду́шки, или подушкообра́зные растения, или растения подушкови́дной фо́рмы — жизненная форма растительных организмов, для которой характерны многочисленные короткие, интенсивно ветвящиеся побеги, без явно выраженного главного ствола, между которыми накапливается субстрат, состоящий из отмерших частей растения и характеризующийся своеобразной, круглой, подушкообразной формой. Годичный прирост всех побегов одинаков и ничтожен по величине. Принадлежат к различным семействам и родам (азорелла — к семейству зонтичных, проломник — к семейству первоцветных). Обычно растут в районах с крайне неблагоприятными климатическими и почвенными условиями, на освещённых открытых местообитаниях — в тундрах, пустынях, горах, океанических побережьях.

## Место подушкообразных растений в системе жизненных форм
По мнению эколога и исследователя Роберта Бьорка, подушкообразные растения создают дополнительную среду обитания, необходимую для жизни других видов и, следовательно, являются важным ключевым видом, который обеспечивает фундаментальные условия для сохранения большего биоразнообразия в самых экстремальных условиях высокогорья.
Согласно Системе жизненных форм Раункиера, подушкообразные растения являются подтипом хамефитов (одного из пяти основных типов жизненных форм) — растений, у которых предназначенные для перенесения неблагоприятного периода почки и концевые побеги развиваются на побегах, лежащих на поверхности земли или расположенных настолько близко к ней, что в областях, где зимой поверхность земли покрыта снегом, он закрывает их, а в тёплых областях их частично закрывают отмершие остатки растений, лежащие на поверхности земли.
Растения подушковидной формы могут относиться как к кустарникам или кустарничкам (так называемые древесные подушки), так и к травянистым растениям (травянистые подушки).

## Разнообразие подушкообразных растений
Всего к подушкообразным растениям можно отнести более трёхсот видов.
Примеры подушкообразных растений:
- Dracophyllum minimum F.Muell. — Змеелистник минимальный. Вид, растущий в горах Тасмании и Новой Зеландии.
- Высокогорные (например, памирские) виды из рода Терескен (Ceratoides)[2].
- Высокогорные (например, памирские) виды из рода Акантолимон (Acantholimon).[2].
- Azorella selago из семейства Зонтичные; эндемик Кергелена[2], а также другие виды из рода Азорелла (Azorella).
- Различные виды рода Минуарция (Minuartia), распространённые большей частью в Арктике: Минуарция арктическая (Minuartia arctica), Минуарция двуцветковая (Minuartia biflora) и др.

| |  |
| Слева — Дивала двуцветковая (Scleranthus biflorus), подушкообразное растение из Австралии и Новой Зеландии; Ботанический сад университета Калифорнии. Справа — Донатия новозеландская (Donatia novae-zelandiae). |  |